# ستوارت تاور
ستوارت تاور (بالإنجليزية: Stuart Tower) برج سكني مكون من 15 طابق، يقع بمنطقة مايدا فالي غرب لندن. اشتهر البرج بوقوع بعض الجرائم الغامضة فيه، ومن أشهرها، حادثة سقوط الممثلة المصرية سعاد حسني، من الدور السادس في 21 يونيو 2001، وكذلك حادثة الفريق الليثي ناصف مؤسس الحرس الجمهوري المصري، والذي توفي 24 أغسطس 1973، بعد أن سقط بطريقة غريبة من شرفة شقه في الطابق الحادي عشر كان يقطنها وأيضا رجل الأعمال أشرف مروان البطل القومي المصري سقط من شرفته عام 2007 رغم شكوك بإغتياله.

## المشاهير الذين قتلوا في المبنى
- الفريق الليثي ناصف - 1973
- الفنانة سعاد حسني - 2001
- أشرف مروان - 2007